# Gelber Richard
Die Apfelsorte Gelber Richard ist eine Tafelapfel-Sorte aus Körchow bei Wittenburg im Westen Mecklenburgs. Die Sorte Gelber Richard entstand vermutlich um 1800, wurde aber erst 1859 erstbeschrieben. Die Verbreitung ist in ganz Norddeutschland, vor allem aber in Küstennähe.

## Sorteneigenschaften
Die Bäume der Sorte Gelber Richard sind mittelstark im Wachstum und neigen zu Vor-Erntefruchtfall. Die Sorte Gelber Richard gilt als krebs- und schorfanfällig.
Die Frucht der Sorte Gelber Richard ist hellgrün bis gelb mit einem Rostklecks in der Stielgrube. Die Blüte ist apfeltypisch rosaweiß gefärbt. Die Blütezeit ist von April bis Mai. Die Früchte werden mittelgroß und kegelförmig. Sie reifen von September bis November. Mit der Zeit färbt sich der Apfel von grün zu gelb.
Das „Fruchtfleisch“ ist weißlich und mürbe. Es ist wohlschmeckend, süß-säuerlich mit ausgeprägtem Aroma.
Aus einem Sämling der Apfelsorte Gelber Richard wurde um 1880 im mecklenburgischen Vellahn die Sorte Fürst Blücher gezüchtet.